# جان سلی (باریکن فوتبال)
جان سلی (انگلیسی: John Sealey؛ زادهٔ ۲۷ دسامبر ۱۹۴۵) بازیکن فوتبال اهل انگلستان است. وی در پست مهاجم در لیورپول و چستر سیتی بازی می‌کرد.
از باشگاه‌هایی که در آن بازی کرده‌است می‌توان به باشگاه فوتبال ویگان اتلتیک و باشگاه فوتبال لیورپول اشاره کرد.